# Бесконечность
Бесконе́чность — категория человеческого мышления, используемая для характеристики безграничных, беспредельных, неисчерпаемых предметов и явлений, для которых невозможно указание границ или количественной меры. Используется в противоположность конечному, исчисляемому, имеющему предел. Систематически исследуется в математике, логике и философии, также изучаются вопросы о восприятии, статусе и природе бесконечности в психологии, теологии, физике соответственно. Бесконечность обозначается символом {\displaystyle \infty }.
Исторически первые проблемы бесконечности — вопросы конечности пространства и времени, количества вещей в мире, более сложные проблемы — возможность бесконечного деления континуума, возможность оперирования с бесконечными объектами (проблема актуальной бесконечности), природа и поведение бесконечно малых величин — инфинитезималей, наличие различных типов бесконечности и соотношение между ними. Наиболее глубокое исследование бесконечности предпринято в математической теории множеств, в которой построено несколько систем измерений различных видов бесконечных объектов, однако без дополнительных искусственных ограничений такие построения вызывают многочисленные парадоксы, пути их преодоления, статус теоретико-множественных построений, их обобщений и альтернатив являются основным направлением исследований бесконечности у философов современности.

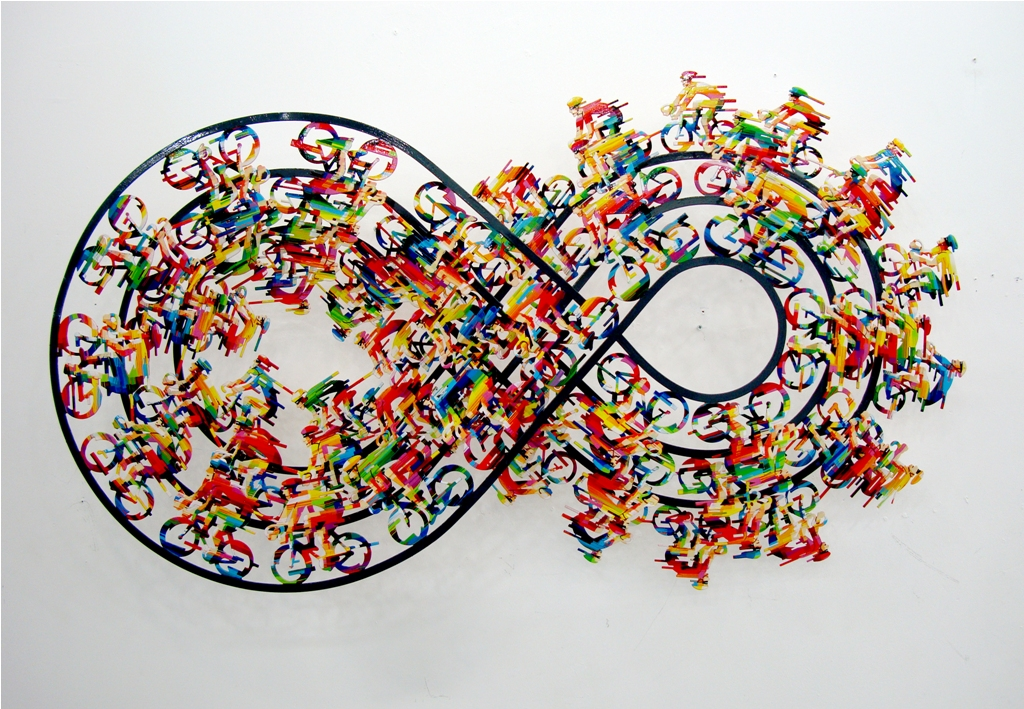
Давид Герштейн. Бесконечное ралли

## Основные понятия

### Потенциальная и актуальная бесконечность
Бесконечность может рассматриваться как неограниченность некоторого процесса, например, когда во втором постулате Евклида утверждается возможность продолжить бесконечно и непрерывно любую прямую, то имеется в виду, что процесс можно непрерывно продолжать, но существование такого самостоятельного объекта, как бесконечная прямая, из него не следует. Такого рода процессы и совокупности объектов, их описывающие, характеризуют как потенциальную бесконечность (в схоластике используется термин «синкатегорематическая бесконечность»), потенциально бесконечное не подразумевает целостных бесконечных предметов и явлений, в каждой фазе бесконечного процесса рассматриваются лишь конечные сущности, то есть является лишь частичным отрицанием конечного.
Альтернативой является понятие актуальной бесконечности (в схоластике — «категорематическая бесконечность»), которая означает рассмотрение конечно неизмеримых объектов как данность, как реально существующих, но при этом как единых и целостных, с которыми возможно оперировать. В таком ключе актуально бесконечное — как прямое и полное отрицание конечного — используют мистики для характеризации различных божественных категорий, математики современности оперируют с актуально бесконечными множествами и актуально бесконечномерными пространствами. Представления о допустимости и содержании актуальной бесконечности в философии, теологии, логике, математике, естествознании существенно менялись на протяжении всего времени рассмотрения вопроса.

### Качественная и количественная бесконечность
Качественная бесконечность — категория, определяющая всеобщий, неиссякаемый, универсальный характер связей объектов и явлений, как качественно бесконечные рассматриваются в различные времена в различных философских школах такие категории, как Абсолют, Космос, Бог, Ум и другие.
Количественная бесконечность характеризует процессы и объекты, измерение которых невозможно конечными величинами, с количественной бесконечностью оперируют математики, изучая, например, свойства бесконечных рядов, бесконечномерные пространства, множества из бесконечного количества элементов; в логике и философии исследуются возможности и ограничения такой работы с количественной бесконечностью.

### Континуум
Континуум (лат. continuum) — форма бесконечности, относящаяся к идее о непрерывности, целостности объектов в смысле возможности бесконечного их разделения на составные части и потенциальной бесконечности этого процесса. Континуальность противопоставляется дискретности, прерывистости, наличию неделимых (атомарных) составляющих. Континуумом представляются отрезки числовой оси (континуум в теории множеств), определённый вид ограниченных и отделимых пространств, в некотором смысле сходных с отрезками числовой оси (континуум в топологии), на основе исследования свойств бесконечной делимости континуума в математике сформировано понятие непрерывности. Вопросы об онтологической природе континуума, статусе континуума в естествознании нашли отражение во многих трудах философов, начиная со времён античности.

### Инфинитезималь
Инфинитезимали — бесконечно малые величины, фигурирующие в потенциально бесконечных процессах, характеризующихся последовательным убыванием величин, в частности, при разделении континуума на составные части, в убывающих числовых последовательностях, иногда — в представлении об атомарной структуре мироздания или сознания. Математическое описание инфинитезималей, созданное Ньютоном и Лейбницем в исчислении бесконечно малых, стало базисом математического анализа.

## В математике

### Теория чисел
Одним из основных источников ранних представлений о бесконечности были натуральные числа и потенциальная бесконечность натурального ряда. Одним из первых нетривиальных результатов о бесконечности в теории чисел считается доказательство от противного бесконечности множества простых чисел в «Началах» Евклида: если предположить конечность множества простых чисел, то число, равное сумме единицы и произведения всех чисел из этого множества, не делится ни на одно из них, но при этом или само является простым, или делится на некоторое простое число, не входящее в исходное множество; и то, и другое противоречит исходной посылке. Теоретико-числовое суждение о бесконечности представляет парадокс Галилея: каждому числу может быть сопоставлен его квадрат, то есть, квадратов не меньше, чем всех чисел, но при этом не из каждого числа можно извлечь корень, то есть, квадраты — только часть множества всех чисел.
В теории чисел не требуется применение какой-либо абстракции актуальной бесконечности, тем не менее, многие её задачи связаны с формулировкой условий бесконечности, например, по состоянию на 2019 год являются открытыми проблемами вопросы о бесконечности множества простых чисел, по модулю которых заданное целое число является первообразным корнем (гипотеза Артина), бесконечности множества простых чисел-близнецов, бесконечности для всякого чётного числа множества пар соседних простых чисел, разность между которыми равна ему (гипотеза Полиньяка), бесконечности множества совершенных чисел.

### Бесконечные ряды

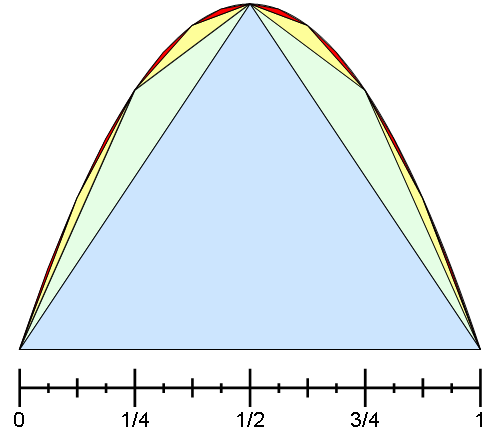
Парабола Архимеда

Первое свидетельство применения бесконечного ряда обнаруживается у Архимеда в «Квадратуре параболы», где для доказательства утверждения о соотношении 4:3 площадей сегмента, заключённого между прямой и параболой, и треугольника, имеющего с ним то же основание и равную высоту, он суммирует бесконечный ряд:
{\displaystyle \sum _{n=0}^{\infty }{\frac {1}{4^{n}}}=1+{\frac {1}{4^{1}}}+{\frac {1}{4^{2}}}+{\frac {1}{4^{3}}}+\cdots ={4 \over 3}},
и затем перепроверяет результат методом от противного.
В 1340-е годы Суайнсхед впервые находит сумму бесконечного ряда, не являющегося простой убывающей геометрической прогрессией:
{\displaystyle \sum _{n=1}^{\infty }{\frac {n}{2^{n}}}={\frac {1}{2}}+{\frac {2}{2^{2}}}+{\frac {3}{2^{3}}}+{\frac {4}{2^{4}}}+\cdots =2}.
Также в XIV веке с бесконечными рядами работает Орем, используя ясные геометрические доказательства, он получает суммы достаточно нетривиальных числовых рядов, находит (без доказательства) формулу суммы бесконечной геометрической прогрессии и доказывает расходимость гармонического ряда.
В XVI веке, используя результаты Орема, Томаш находит суммы некоторых бесконечных прогрессий, образованных сложными законами. В Индии в XV веке были получены разложения тригонометрических функций в бесконечные степенные ряды, наиболее значительный вклад внёс Мадхава из Сангамаграмы.
Менголи в трактате, опубликованном в 1650 году устанавливает ряд важных свойств рядов, вводит понятие остатка ряда, тем самым неявно рассматривая ряды как целостные объекты, а также доказывает расходимость обобщённого гармонического ряда. Меркатор в 1668 году открывает разложение логарифмической функции в степенной ряд, а в 1667 году Грегори — разложения тригонометрических функций, и, наконец, Тейлор, обобщая результаты Меркатора, Грегори, а также Ньютона, в 1715 году показывает возможность разложить в бесконечный ряд любую аналитическую функцию в заданной точке, тем самым установив возможность представления значений обширного класса функций бесконечными суммами.

### Исчисление бесконечно малых
Хотя метод исчерпывания, известный со времён античности, и метод неделимых, сформулированный Кавальери в 1635 году, в той или иной мере используют сведение к бесконечно малым величинам, первые попытки алгебраизации операций с бесконечно малыми были сделаны Валлисом, Барроу и Грегори в середине XVII века, в явном виде математическая абстракция инфинитезималей была создана в 1680-е годы практически одновременно Ньютоном в его «методе флюксий» (бесконечно малых приращений) и Лейбницем (определившим дифференциал).
Строгие определения бесконечно малых с использованием понятий предела, сходимости и непрерывности даны в XIX веке Коши и Вейерштрассом, наиболее традиционной в этих определениях стала так называемая {\displaystyle (\varepsilon ,\delta )}-формулировка (например, {\displaystyle \alpha } считается пределом по Коши функции {\displaystyle f} в точке {\displaystyle x_{0}}, если для любого {\displaystyle \varepsilon >0} найдётся {\displaystyle \delta >0}, что при любых {\displaystyle x}, удовлетворяющих условию {\displaystyle 0<\left|x-x_{0}\right|<\delta }, выполнено {\displaystyle \left|f\left(x\right)-\alpha \right|<\varepsilon }). В более поздних определениях бесконечно малых используется техника окрестностей — открытых подмножеств {\displaystyle \mathbb {R} } (Гейне), которые естественным образом обобщены в общей топологии (абстрагирующей понятие открытого множества).
В нестандартном анализе Робинсона (1960-е годы) бесконечно малые вводятся как вид обобщённых чисел, не превосходящих {\displaystyle 1/n} для любого {\displaystyle n\in \mathbb {N} }, класс всех таких чисел актуализируется «монадой нуля» {\displaystyle \mu (0)}.

### Математический анализ
В математическом анализе, созданном на фундаменте исчисления бесконечно малых, вводится явно и абстракция бесконечно больших величин: ко множеству действительных чисел добавляются символы бесконечно удалённых точек {\displaystyle +\infty } и {\displaystyle -\infty } (строится расширенная числовая прямая {\displaystyle {\overline {\mathbb {R} }}=\{-\infty \}\cup \mathbb {R} \cup \{+\infty \}}), применяющиеся для определения граничных значений и сходимости. С символами возможно оперировать (здесь {\displaystyle \alpha } — действительное число):
{\displaystyle \pm \infty +\alpha =\pm \infty },
{\displaystyle (+\infty )+(+\infty )=+\infty },
{\displaystyle (-\infty )+(-\infty )=-\infty },
{\displaystyle \pm \infty \cdot 1=\pm \infty },
{\displaystyle \pm \infty \cdot -1=\mp \infty },
{\displaystyle \pm \infty \cdot +\infty =\pm \infty },
{\displaystyle \pm \infty \cdot \alpha =\operatorname {sgn} \alpha \cdot \pm {\infty }\,(\alpha \neq 0)},
{\displaystyle \pm \infty {\big /}\alpha =\operatorname {sgn} \alpha \cdot \pm \infty \,(\alpha \neq 0)},
{\displaystyle \alpha {\big /}\pm \infty =0\,(\alpha \neq \pm \infty )},
{\displaystyle \left(\left\vert {\frac {\alpha }{0}}\right\vert =+\infty \right)\,(\alpha \neq 0)}
{\displaystyle \left(\left\vert {\frac {\pm \infty }{0}}\right\vert =+\infty \right)}
однако с некоторыми ограничениями: при возникновении неопределённых ситуаций
{\displaystyle \left(\pm \infty -\pm \infty \right),\ \left({\frac {\infty }{\infty }}\right),\ \left({\frac {0}{0}}\right),\ \left(~0^{0}\right),\ \left(1^{\infty }\right),\ \left(\infty ^{0}\right),\ (0\cdot \infty )}
применяются правила раскрытия неопределённостей (например, правило Лопиталя) по принципу выяснения содержания предельного выражения, приведшего к появлению бесконечности, то есть, в этом смысле в анализе символы {\displaystyle \pm \infty } используются как обобщённое сокращение для записи предельных выражений, но не как полноценный объект (в некоторых дидактических материалах используется одна бесконечно удалённая точка {\displaystyle \pm \infty }, не связанная соотношением порядка с действительными числами).
В нестандартном анализе Робинсона бесконечно большие и бесконечно малые величины актуализируются с привлечением теоретико-модельных средств, причём выразительные средства и методы доказательств благодаря этому в нестандартном анализе во многих случаях выигрывают перед классическими, и получен ряд новых результатов, которые могли бы быть получены и в классическом анализе, но не были обнаружены из-за недостатка наглядности.

### Проективная геометрия

Действительная проективная прямая с обозначенной точкой

Важным в актуализации представлений о бесконечности в математике стало создание Понселе в 1822 году проективной геометрии, одной из ключевых идей которой является сворачивание при проектировании бесконечно удалённого в «идеальные точки» и «идеальные прямые». Так, чтобы превратить бесконечную плоскость в евклидовом пространстве {\displaystyle \mathbb {R} ^{2}} в проективную плоскость {\displaystyle \mathbb {R} P^{2}} необходимо для каждого класса параллельных прямых добавить идеальную точку, и все эти идеальные точки (и только они) сворачиваются в идеальную прямую. Действительная проективная прямая в этих построениях — расширение числовой прямой идеальной точкой ({\displaystyle \mathbb {R} P^{1}=\mathbb {R} \cup \{\infty \}}).
Так же, как и в анализе, с полученной бесконечностью в проективной геометрии можно оперировать (в проективной геометрии, в отличие от анализа, бесконечность не имеет знака, {\displaystyle \alpha \in \mathbb {R} }):
{\displaystyle \infty \pm \alpha =\infty },
{\displaystyle \infty \cdot \alpha =\infty ,\,\alpha \neq 0},
{\displaystyle \infty \cdot \infty =\infty },
{\displaystyle \alpha {\big /}\infty =0},
{\displaystyle \infty {\big /}\alpha =\infty },
{\displaystyle \alpha {\big /}0=\infty ,\,\alpha \neq 0},
но при этом выражения {\displaystyle \infty +\infty ,\,\infty -\infty ,\,\infty \cdot 0,\,\infty /\infty ,\,0/0} не определены.

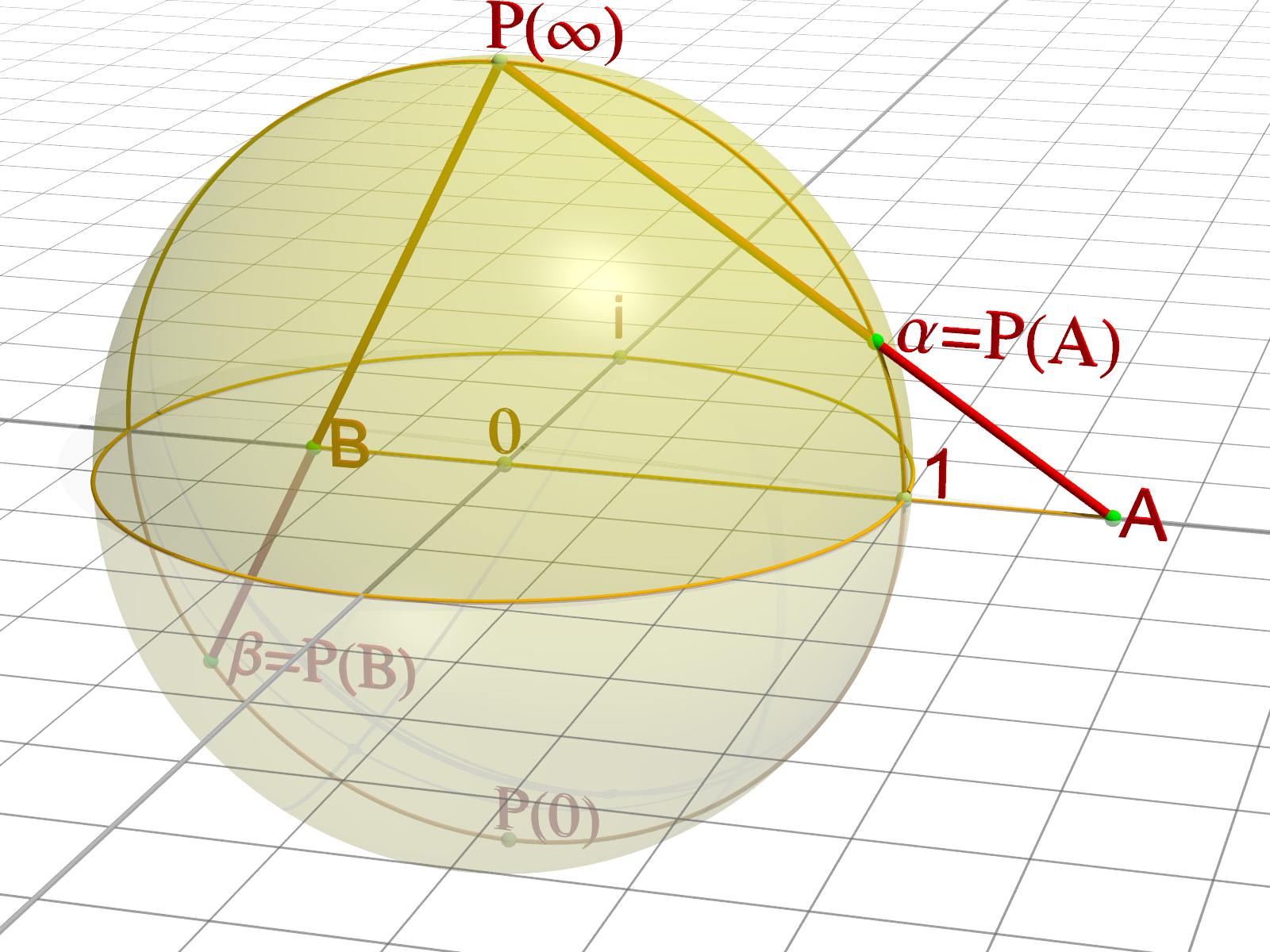
Сфера Римана и комплексная плоскость

Создавая геометрическую интерпретацию комплексных чисел, Риман в 1851 году воспользовался средствами проективной геометрии, и для комплексной плоскости {\displaystyle \mathbb {C} } построил проективное пространство {\displaystyle \mathbb {C} P^{1}} — комплексное обобщение числовой проективной прямой, известное как сфера Римана: полюсы сферы — точки {\displaystyle 0} и {\displaystyle \infty }, а стереографическая проекция (с выколотой точкой {\displaystyle \infty }) переводит её в комплексную плоскость. В отличие от вещественного анализа, где используется бесконечность со знаком, в комплексном анализе используется именно проективная форма бесконечности ({\displaystyle \mathbb {C} \cup \{\infty \}}).

### Теория множеств
Основной вклад в представление о бесконечности в математике внесён теорией множеств: идея актуальной бесконечности и разных сортов бесконечности занимают существенную часть этой теории.
Для измерения разных видов бесконечности в теории множеств вводится понятие мощности (кардинального числа), совпадающее с количеством элементов для конечных множеств, а для бесконечных множеств задействующее принцип биекции: если между множествами возможно установить взаимно-однозначное соответствие, то они равномощны. Так, оказывается, что множество натуральных чисел {\displaystyle \mathbb {N} } равномощно множествам целых чисел ({\displaystyle \mathbb {Z} }), чётных натуральных чисел, всех рациональных чисел ({\displaystyle \mathbb {Q} }), а отрезок числовой прямой ({\displaystyle \mathbb {I} =[0,1]}, континуум) оказывается в биективном соответствии со всей числовой прямой ({\displaystyle \mathbb {R} }), а также с {\displaystyle n}-мерным евклидовым пространством ({\displaystyle \mathbb {R} ^{n}}). Мощность множества натуральных чисел и равномощных ему (счётных множеств) обозначается {\displaystyle \aleph _{0}}, а мощность континуума — {\displaystyle {\mathfrak {c}}}. Далее, установлено, что между множеством всех подмножеств натуральных чисел ({\displaystyle 2^{\mathbb {N} }}) и континуумом есть взаимно-однозначное соответствие, таким образом, {\displaystyle {\mathfrak {c}}=2^{\aleph _{0}}}, и что счётное множество — наименьшее по мощности из всех бесконечных множеств. Согласно континуум-гипотезе, между {\displaystyle \aleph _{0}} и {\displaystyle {\mathfrak {c}}} нет промежуточных мощностей ({\displaystyle {\mathfrak {c}}=\aleph _{1}}), притом, как показал Коэн в 1962 году, ни она, ни её отрицание недоказуемы в основных аксиоматиках теории множеств. Обобщённая континуум-гипотеза предполагает, что все кардинальные числа подчиняются соотношению {\displaystyle 2^{\aleph _{\alpha }}=\aleph _{\alpha +1}}, иными словами, все возможные бесконечные кардинальные числа в точности представляют мощности последовательного взятия булеана от множества натуральных чисел: {\displaystyle \#\mathbb {N} ,\#{\mathcal {P}}(\mathbb {N} ),\#{\mathcal {P}}({\mathcal {P}}(\mathbb {N} )),\dots }.

Представление порядковых чисел до : каждый виток спирали — степень

Другой вид бесконечностей, введённый теорией множеств — порядковые числа (ординалы), наряду со связанным с ними принципом трансфинитной индукции они вызвали наибольшие дискуссии в среде математиков, логиков и философов. Если кардинальные числа характеризуют класс эквивалентности относительно взаимно-однозначного соответствия, то порядковое число возникает как характеристика класса эквивалентности над вполне упорядоченными множествами, относительно биективных соответствий, сохраняющих отношение полного порядка. Для конечных множеств ординал и кардинал совпадают, но для бесконечных множеств это не всегда так, все множества одного порядкового числа равномощны, но обратное, в общем случае, неверно. Конструируются ординалы таким образом, чтобы последовательно продолжить натуральный ряд за пределы бесконечности:
{\displaystyle 0=\varnothing },
{\displaystyle 1=\varnothing \cup \{0\}=\{\varnothing \}},
…
{\displaystyle n+1=n\cup \{n\}},
после чего, рассмотрев множество всех конечных порядковых чисел как {\displaystyle \omega }, вводится арифметика порядковых чисел на базе операций сложения упорядоченных множеств (введением порядка над раздельным объединением последовательно по элементам первого слагаемого множества, потом второго) и произведения (над декартовым произведением вполне упорядоченных множеств с использованием лексикографического порядка), и продолжается процесс:
{\displaystyle \omega +1=\omega \cup \{\omega \}},
{\displaystyle \omega +2=(\omega +1)\cup \{\omega +1\}},
…
{\displaystyle \omega \cdot 2=\omega +\omega },
{\displaystyle \omega \cdot 2+1},
…
Далее строится {\displaystyle \omega ^{2}=\omega \cdot \omega }, далее — {\displaystyle \omega ^{3},\dots ,\omega ^{\omega },\dots ,\omega ^{\omega ^{\omega }},\cdots ,}, далее — {\displaystyle \varepsilon _{0}}-числа:
{\displaystyle \varepsilon _{0}=\omega ^{\omega ^{\omega ^{\cdot ^{\cdot ^{\cdot }}}}}=\sup\{\omega ,\omega ^{\omega },\omega ^{\omega ^{\omega }},\omega ^{\omega ^{\omega ^{\omega }}},\dots \}}.
Доказано, что множество всех счётных ординалов (всех {\displaystyle \omega } и {\displaystyle \varepsilon }) обладает мощностью {\displaystyle \aleph _{1}} — следующей за мощностью счётного множества {\displaystyle \aleph _{0}}, далее строятся ординалы высших порядков. Трансфинитная индукция — обобщение принципа математической индукции, позволяющий доказывать утверждения относительно любого вполне упорядоченного множества с использованием идеи порядковых чисел. Парадокс Бурали-Форти показывает, что множество всех порядковых чисел противоречиво, но во многих аксиоматизациях теории множеств построение такого множества запрещено.

### Фрактальная геометрия

Одно из представлений множества Мандельброта — фрактала с бесконечным самоподобием.

## В программировании
Машинная бесконечность — конструкция для представления бесконечных числовых значений в языках и системах программирования и операций с ними. Стандартная арифметика с плавающей запятой (IEEE 754-2008) содержит особые значения для +∞ и −∞ : порядок состоит из одних единиц (11…11), мантисса из одних нулей (00…00). Положительная бесконечность больше любого конечного числа, отрицательная — меньше любого. Операции с бесконечностью определяются особо: (+∞) + x = +∞, +∞ + (+∞) = +∞, +∞ − ∞ = NaN, log (+∞) = +∞, sin (+∞) = NaN и так далее.
Ряд языков программирования позволяет работать с потенциально бесконечными структурами данных; например, в языке Haskell можно объявить бесконечный список и манипулировать им:
```
nat
      
=
 
[
0
..
]
         
-- список всех натуральных чисел

even
     
=
 
map
 
(
*
2
)
 
nat
  
-- список всех чётных натуральных чисел

fstevens
 
=
 
take
 
10
 
even
  
-- первые десять чётных чисел

```

, при этом в среде выполнения будут вычисляться только те элементы бесконечной структуры, для которых запрошен непосредственный вывод (с использованием стратегии ленивых вычислений и применением рекурсии).
Особым проявлением бесконечности в программировании в смысле потенциальной вечности процесса выполнения является бесконечный цикл: техника их применения используется как сознательно (для возможности прерывания программы только внешним воздействием), так и возникает как ошибка (отсутствие или невыполнимость условия выхода из цикла: «программа зациклилась»).

## В логике

### Апории Зенона
Апории Зенона — серия апорий, относимых к Зенону Элейскому (вторая половина V века до н. э.) и дошедших в основном в изложении Аристотеля, будучи одними из первых примеров логических сложностей в оперировании с бесконечными объектами (хотя, прежде всего, с проблемами дискретного и непрерывного). Сформулированы апории таким образом, что многие из них являются предметом дискуссий и интерпретаций в течение всего времени существования логики, включая современность и считаются первой постановкой проблемы использования бесконечности в научном контексте. В апории «Ахиллес и черепаха» демонстрируется трудность суммирования убывающих бесконечно малых величин, притом эта антиномия не так проста, как иногда интерпретируется: как отмечают Гильберт и Бернайс в «Основаниях математики», для разрешения парадокса необходимо актуализировать бесконечную последовательность событий таким образом, чтобы принять её всё-таки завершаемой. «Дихотомия», хотя может быть разрешена представлением о пределе сходящейся последовательности {\displaystyle 1/2+1/4+1/8+\dots }, но для неё Вейль предлагает современную интерпретацию: если вычислительная машина сконструирована таким образом, чтобы выполнять первую операцию за 0,5 мин, вторую — за 0,25 мин, третью — за 0,125 мин и так далее, то за минуту она могла бы пересчитать весь натуральный ряд.

## В философии

### Древнеиндийская философия
В «Иша-упанишаде», относимой к IV—III веках до нашей эры обнаруживается представление о том, что добавление или удаление части из бесконечного объекта оставляет его бесконечным. В джайнистском трактате Сурья-праджнапти-сутра (англ. Sūryaprajñapti), относимом к 400-м годам до н. э., все величины разделены на три категории и три подкатегории — перечислимые (малые, средние и большие), неперечислимые («почти неперечислимые», «истинно неперечислимые» и «неперечислимо неперечислимые») и бесконечные («почти бесконечные», «истинно бесконечные» и «бесконечно бесконечные»), это разделение было по-видимому первой попыткой не просто различить виды бесконечного, но и измерить соотношение между ними, а идея выделять подкатегории бесконечных величин и упорядочивать их близка к концепции трансфинитных чисел Кантора.

### Древнегреческая философия
У древнегреческих философов бесконечное обычно фигурирует как нечто неоформленное, несовершенное, близкое к хаосу или даже с ним отождествляемое, так, в пифагорейском списке противоположностей бесконечность отнесена к стороне зла. Среди древнегреческих философов, позитивно использующих категорию бесконечного выделяются Анаксимандр, вводящий космологическое начало как бесконечное вместилище — апейрон (др.-греч. ἄπειρον), и атомисты (Демокрит, Левкипп), согласно которым существует бесконечное число миров, образованных из бесконечного числа атомов, содержащихся в бесконечном пустом пространстве. При этом атомистская концепция оппонировала континуалистскому подходу, в котором пространство и время считались бесконечно делимыми, тогда как у атомистов постулировались первичные неделимые элементы, а апории Зенона были призваны показать логическую несостоятельность обоих подходов.
Но господствующим мнением в древнегреческой философии было отрицание актуальной бесконечности, наиболее характерное отражение этих воззрений представлено у Аристотеля в «Физике», где он отказывает в бесконечности космосу, бесконечности последовательности причин, говоря о возможности бесконечного прироста натурального ряда и бесконечности деления отрезка на малые составляющие только как о потенциальной бесконечности. Аристотелю же принадлежит классификация бесконечности на экстенсивную — возникающую при неограниченном добавлении предметов в совокупность, и интенсивную — появляющуюся при неограниченном углублении в строение объекта
На позициях отрицания актуальной бесконечности и оперирования только с потенциальной бесконечностью стоят и античные геометры, в частности, у Евклида в «Началах» второй постулат утверждает возможность произвольно долго продолжать прямую, но сами прямые и плоскости рассматриваются как конечные, хоть и почти неограниченно «большие».
В работах неоплатоников, прежде всего, у Плотина, в связи с проникновением представлений восточной мистики и во многом под влиянием работ Филона Александрийского, давшего эллинистическую интерпретацию христианского Бога, формируется представление об актуальной бесконечности Ума как бесконечно могущественного и единого, и потенциальной бесконечности безграничной материи.

### Европейская средневековая философия
В раннехристианской и раннесредневековой философии (Ориген, Августин, Альберт Великий, Фома Аквинский) унаследовано от Аристотеля отрицание актуальной бесконечности в мире, при признании в том или ином виде за христианским Богом актуально бесконечного.
В трудах схоластов XIII—XIV веков (Уильяма из Шервуда, Хейтсбери, Григория из Римини) явно обозначается различие между понятиями потенциальной и актуальной бесконечности (в ранних сочинениях потенциальную и актуальную бесконечность называют синкатегорематической и категорематической бесконечностями соответственно), но сохраняется отношение к актуально бесконечному как божественному, либо постулируется полное отрицание актуальной бесконечности (лат. infinitum actu non datur). Однако уже Оккам обращает внимание на возможность признания существования континуума и его частей как актуально существующих при сохранении за ними свойств бесконечного — возможности бесконечного деления на составляющие части, а Суайнсхед в подтверждение своим рассуждениям о бесконечной делимости континуума математически доказывает утверждение о сумме бесконечного числового ряда. Орем, развивая построения Суайнсхеда, выстраивает систему геометрических доказательств сходимости бесконечных рядов, строит пример плоской фигуры, бесконечной по протяжённости, но с конечной площадью.
В XV веке Николай Кузанский создаёт учение об «абсолютном максимуме», который он считает бесконечной мерой всех конечных вещей, тем самым давая представление, совершенно не совпадающее с античным: всё конечное рассматривается как ограничение актуально существующей божественной бесконечности (лат. possest), в противоположность господствовавшему представлению о существовании конечных вещей и потенциальности бесконечного.

### Философия Нового времени
Представления Николая Кузанского развиты у Спинозы, согласно которому вещи получают своё бытие внутри бесконечной божественной субстанции посредством самоопределения через отрицание. От этих представлений идёт и признание в XVI—XVII веках идеи о бесконечности Вселенной, которые утвердились благодаря гелиоцентрической системе Коперника, просветительской работе Бруно, исследованиям Кеплера и Галилея. Кеплер и Галилей начинают использовать методы бесконечного в математической практике, так, Кеплер, опираясь на идеи Николая Кузанского, аппроксимирует окружность правильным многоугольником со стремящимся к бесконечности числом сторон, а Галилей, обращая внимание на соответствии между числами и их квадратами, отмечает невозможность применения тезиса «целое больше части» к бесконечным объектам.
Значительная роль в представлении о природе непрерывного и сущности континуума привнесена учеником Галилея Кавальери, который в трактате «Геометрия, изложенная новым способом при помощи неделимых непрерывного» (1635) рассматривал плоские фигуры как бесконечные множества заполняющих их отрезков, а объёмные тела — как состоящие из бесконечного числа параллельных плоских фигур, используя такие метафоры: линия состоит из точек также, как и ожерелье из жемчужин, плоская фигура из линий, также как и ткань из нитей, тело из плоскостей — как книга из страниц; с использованием этого «метода неделимых» Кавальери получил значительные математические результаты.
Декарт невозможность познания Бога из бытия сотворённого им мира аргументирует несоизмеримостью конечного и актуально бесконечного, непостижимость которого, по его представлению, заключена уже в самом формальном определении бесконечности. Соответственно, подлинно бесконечным Декарт признаёт лишь всемогущего Бога, а такие проявления бесконечности, как «бесконечность человеческой воли», считает проявлениями божественного образа в существе человека.
Наиболее последовательным сторонником существования актуальной бесконечности был Лейбниц, в «Монадологии» он последовательно проводит идею бесконечности монад в универсуме, в каждой его части, выраженной в форме материи, обуславливая устойчивость этих частей законом предопределённой гармонии и особыми принципами подчинения монад, при этом рассматривая и монады, в свою очередь, как бесконечный в пространстве и времени универсум. Эти представления Лейбница нашли отражение в его фундаментальных трудах по исчислению бесконечно малых, представляя инфинитезимали как монады. Созданное Ньютоном и Лейбницем дифференциальное исчисление, явно актуализировавшее инфинитезимали, вызвало широкую и длительную дискуссию среди философов XVII—XVIII веков, наиболее последовательным противником методов, использующих бесконечно малые величины, был Беркли, эти дискуссии получили отражение в культуре в фабулах «Путешествий Гулливера» Свифта и «Микромегаса» Вольтера.
Кант в «Критике чистого разума» отказывает в возможности рассмотрения как бесконечных чисел, так и бесконечных величин; на основе анализа антиномий чистого разума Кант характеризует мир ни как конечный, ни как бесконечный, а как «неопределённый».
Гегель развивает идею теснейшей связи, почти тождества, бесконечного и абсолютного, особо рассматривает «дурную бесконечность» как отрицание конечного и как диалектическое преодоление антагонизма вводит «истинную бесконечность»; истинно бесконечен по Гегелю только Абсолютный дух. В философии диалектического материализма подчёркивается представление о бесконечном, как о диалектическом процессе, само понятие бесконечного в ней имеет различные смыслы: простейшая, практическая бесконечность; бесконечность, как абсолютность, всеобщность, завершённость; бесконечность интеллектуального мира; реальная бесконечность. Бесконечность пространства и времени Энгельс рассматривает как пример «дурной бесконечности».
Наиболее значительным трудом XIX века о бесконечности, в большей степени философским, чем математическим стала монография Больцано «Парадоксы бесконечного» (опубликована в 1851 году, уже после смерти автора), в ней систематически изучаются бесконечные множества чисел, приводятся логические и математические доводы в пользу рассмотрения актуальной бесконечности и предлагается инструментарий для исследования родов бесконечности с использованием понятия взаимно-однозначного соответствия.
На идейной основе работы Больцано и создана в конце XIX века в трудах Кантора со значительным участием Дедекинда теория множеств (сам термин «множество» — нем. menge, в качестве обозначения актуально бесконечного объекта впервые использован у Больцано), именно в теории множеств впервые мотивированно рассмотрено соотношение разных видов бесконечного, в частности, средствами понятия о мощности установлено соотношение между количеством элементов натурального ряда (счётного множества, {\displaystyle \aleph _{0}} в обозначениях Кантора) и количеством точек континуума ({\displaystyle {\mathfrak {c}}=2^{\aleph _{0}}}), сформулирован принцип трансфинитной индукции. Кантор при этом пытался дать и философское обоснование своих построений, вводя в дополнение к трансфинитным числам, постижимым сознанием ещё и непостижимое «бесконечное в Боге». Особую роль в осознании бесконечного в рамках работ по созданию теории множеств сыграло определение бесконечного множества в книге Дедекинда «Что такое числа и для чего они служат?» как взаимно-однозначное с частью себя, тогда как все предыдущие определения бесконечного носили негативный характер. К концу XIX века (прежде всего, благодаря организованной серии докладов на Первом международном конгрессе математиков в 1897 году) теория множеств получила широкое признание и практическое применение в среде математиков, но в среде теологов и философов относительно идей об актуальной бесконечности и количественных различиях её видов развернулась серьёзная дискуссия.

### Современная философия
В философии XX века основное содержание исследований вопросов, связанных с бесконечностью, тесно стыкуется с основаниями математики, и прежде всего, проблемами теории множеств.
Рассел, в системе которую он построил совместно с Уайтхедом в Principia Mathematica в преодоление парадоксов теории множеств, постулировал существование бесконечности посредством введения аксиомы бесконечности, притом в ней не допускается в возможности выведения бесконечности из других априорных понятий, не считается выводимым понятие бесконечности сугубо аналитически из принципа недопущения противоречий. Также Рассел не считал возможным изыскать апостериорное обоснование бесконечности, основываясь на здравом смысле и опыте, особо отмечая, что нет никаких оснований веры в бесконечность пространства, бесконечность времени или бесконечную делимость предметов. Таким образом, бесконечность по Расселу — гипотетический императив, которым в разных системах можно пользоваться или нет, но который невозможно обосновать или опровергнуть.
Реализуя программу по преодолению парадоксов теории множеств, Гильберт и Бернайс сформировали принципы, идентифицируемые как «гильбертов финитизм», согласно которым утверждения о свойствах, сформулированных для всех элементов бесконечной совокупности возможны только при условии их воспроизводимости для каждого конкретного элемента, при этом, не ограничивая возможные абстракции бесконечного, в том числе, и трансфинитную индукцию. Витгенштейн, наиболее радикально развивший концепцию финитизма в аналитической философии, считал возможным рассматривать бесконечное только как запись рекурсивного процесса и принципиально отвергал возможность рассмотрения разных классов бесконечности.
В школах, исходящих из неокантианства и феноменологии также исследовались вопросы бесконечного, так, Кассирер в дискуссии с Хайдеггером («Давосская дискуссия», 1929) вводит имманентную бесконечность, возникающую как объективизация сферы переживаний, в 1950-е — 1960-е годы программные работы, посвящённые бесконечному, написаны Койре и Левинасом.

### Индукция
Индукция — классический логический метод, позволяющий перейти от частных утверждений ко всеобщим, в том числе, относительно бесконечного множества объектов. Индукция относительно натурального ряда без какой-либо формализации отмечается ещё у Прокла и Евклида, тогда как осознание её как метода математической индукции относят к Паскалю и Герсониду. В современных обозначениях математическая индукция заключается в силлогизме:
{\displaystyle P(1),\forall n\in \mathbb {N} (P(n)\rightarrow P(n+1))\vdash \forall n\in \mathbb {N} (P(n))},
то есть, выводе свойства {\displaystyle P} для всего множества натуральных чисел из факта его выполнения для единицы и выводимости для каждого последующего числа на основании выполнения свойства для предыдущего.
Метод математической индукции считается надёжным, но распространить его можно только на счётные вполне упорядоченные множества. Попыткой распространить индукцию на произвольные вполне упорядоченные множества было создание метода трансфинитной индукции Кантором в рамках теории множеств, использующего идею трансфинитных (порядковых) чисел.
В интуиционистской логике для применения индуктивного рассуждения на несчётные совокупности (описываемые в интуиционизме как потоки) применяется бар-индукция.

## Символы

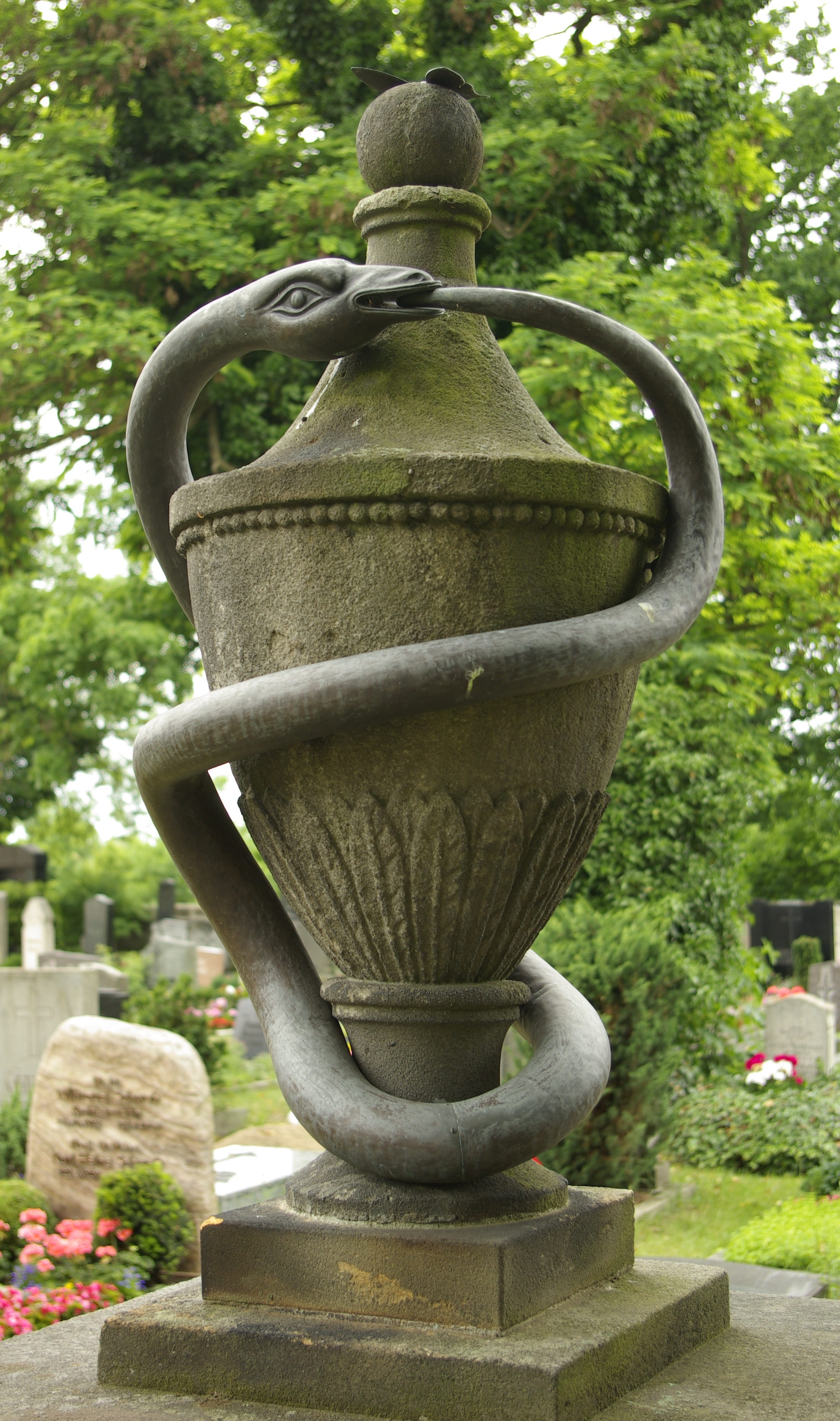
Уроборос на могиле как символ вечности, возможный прототип символа бесконечности «∞»

Лемниската Бернулли — алгебраическая кривая, похожая на символ бесконечности, впервые описана в 1694 году, спустя почти полвека после появления символа «∞» у Валлиса

Символ бесконечности {\displaystyle \infty } впервые появился в опубликованном в 1655 году трактате английского математика Джона Валлиса «О конических сечениях» (лат. De sectionibus conicis, страница 5). Предполагается, что символ имеет более древнее происхождение, и связан с уроборосом — змеёй, кусающей свой хвост; подобные символы были найдены среди тибетских наскальных гравюр. В Юникоде бесконечность обозначена символом ∞ (U+221E).
Символы бесконечности, используемые для кардинальных чисел — {\displaystyle \aleph _{0},\aleph _{1},\dots } — основаны на первой букве еврейского алфавита алеф с нижним индексом. См. Иерархия алефов. Систему алефов ввёл Кантор в 1893 году, считая, что все греческие и латинские символы уже заняты, а еврейский алеф ещё и является символом числа 1; при этом еврейский алфавит был доступен в наборах во многих типографиях Германии того времени. В Юникоде алеф выведен символом א (U+05D0).